# Костов, Юлиан
Юлиан Костов (болг. Юлиян Костов; род. 25 августа 1989, Варна, Болгария) — болгарский актёр и бывший профессиональный пловец, известный по ролям в американских и британских фильмах и сериалах.

## Ранние годы
Родился 25 августа 1989 года в Варне в семье отца-бизнесмена и матери-судьи. Также у него есть младшая сестра Лия.
Посещал языковую школу с углублённым изучением испанского IV Language School Frederic Joliot-Curie. Учился в Нидерландах в Тилбургском университете по специальности международный бизнес, спустя два года переехал в Британию

## Занятия плаванием
На счету Костова около 60 медалей по плаванию, в том числе полученная в 2007 году бронзовая медаль на Балканских играх; также в 2009 году получил звание мастера спорта Болгарии по плаванию.

## Актёрская карьера
В 2016 получил небольшую роль римского солдата Люция в эпическом фильме Тимура Бекмамбетова «Бен-Гур».
В 2017 сыграл первую главную роль в своей карьере: в фильме «Сын другой матери» он сыграл советского военнопленного Фёдора Бурого, которого в годы Второй мировой войны укрывала от нацистов англичанка Луиза Гульд. В том же году с его участием вышел молодёжный фильм ужасов «Техасская резня бензопилой: Кожаное лицо», где он сыграл роль Тэда Хардести (отца главной героини из первого фильма серии). Изначально герою Костова отводилось больше экранного времени, но в целях экономии бюджета часть сцен с его участием были удалены из сценария.
В 2021 исполнил роль Фёдора Каминского в телесериале от Netflix «Тень и Кость», экранизации одноимённого фэнтези-романа писательницы Ли Бардуго.
В 2023 сыграл роль Владимира Макарова в перезапуске игры Call of Duty: Modern Warfare III (2023)

## Личная жизнь
Был другом и менеджером болгарской актрисы Марии Бакаловой.

## Фильмография
| Год       |    | Русское название                         | Оригинальное название  | Роль                                |
| --------- | -- | ---------------------------------------- | ---------------------- | ----------------------------------- |
| 2014      | с  | 24 часа: Проживи ещё один день           | 24: Live Another Day   | агент Харвелл                       |
| 2016      | ф  | Падение Лондона                          | London Has Fallen      | помощник                            |
| 2016      | ф  | Бен-Гур                                  | Ben-Hur                | Люциус                              |
| 2017      | ф  | Сын другой матери                        | Another Mother's Son   | Фёдор Бурый / Билл                  |
| 2017      | ф  | Техасская резня бензопилой: Кожаное лицо | Leatherface            | Тед Хардести                        |
| 2018      | с  | Открытие ведьм                           | A Discovery of Witches | Тимур, демон и член Конгрегации     |
| 2018—2019 | с  | Берлинская резидентура                   | Berlin Station         | Сергей Базаров                      |
| 2019      | с  | Тредстоун                                | Treadstone             | офицер КГБ Юрий Ленёв (в молодости) |
| 2021      | с  | Тень и Кость                             | Shadow and Bone        | Фёдор Каминский                     |
| 2022      | ки | —                                        | CrossFire X            | Александр Стайнер (озвучка)         |
| 2023      | ф  | Токсичный мститель                       | The Toxic Avenger      | Бадд Берсерк                        |
| 2024      | с  | Алекс Райдер                             | Alex Rider             | Олег, оперативник «SCORPIA»         |
| 2025      | ф  | Рейс навылет                             | Fight or Flight        | Аарон Хантер                        |
| 2025      | с  | Белый лотос                              | The White Lotus        | Алексей                             |